# Fussballclub Thun 1898 2003-2004
Questa voce raccoglie le informazioni riguardanti il Fussballclub Thun 1898 nelle competizioni ufficiali della stagione 2003-2004.

## Stagione
Nella stagione 2003-2004 il Thun, allenato da Hanspeter Latour, concluse il campionato di Super League al 6º posto. In Coppa Intertoto il Thun fu eliminato al secondo turno dal Zbrojovka Brno.

## Rosa
| N. |                      | Ruolo | Calciatore      |
| -- | -------------------- | ----- | --------------- |
| 1  | Svizzera (bandiera)  | P     | Peter Kobel     |
| 2  | Svizzera (bandiera)  | D     | Selver Hodžić   |
| 3  | Svizzera (bandiera)  | D     | Mathias Fahrni  |
| 4  | Svizzera (bandiera)  | D     | Sehid Sinani    |
| 5  | Australia (bandiera) | D     | Ljubo Miličević |
| 6  | Svizzera (bandiera)  | C     | Michel Renggli  |
| 7  | Svizzera (bandiera)  | D     | Pascal Cerrone  |
| 8  | Svizzera (bandiera)  | D     | Reto Zanni      |
| 9  | Svizzera (bandiera)  | A     | Milaim Rama     |
| 10 | Svizzera (bandiera)  | D     | Patrick Baumann |
| 11 | Svizzera (bandiera)  | C     | Andres Gerber   |

| N. |                       | Ruolo | Calciatore                |
| -- | --------------------- | ----- | ------------------------- |
| 12 | Camerun (bandiera)    | D     | Armand Deumi              |
| 15 | Paraguay (bandiera)   | A     | Israel Rodríguez          |
| 16 | Svizzera (bandiera)   | C     | Mario Raimondi            |
| 17 | Svizzera (bandiera)   | A     | Adrian Moser              |
| 18 | Svizzera (bandiera)   | P     | Fabio Coltorti            |
| 19 | Svizzera (bandiera)   | C     | Silvan Aegerter           |
| 20 | Svizzera (bandiera)   | A     | Mauro Lustrinelli         |
| 21 | Portogallo (bandiera) | C     | Nelson Ferreira           |
| 25 | Brasile (bandiera)    | C     | Antônio Carlos dos Santos |
| 29 | Svizzera (bandiera)   | C     | Baykal Kulaksızoğlu       |
| 99 | Svizzera (bandiera)   | P     | Mario Ramseyer            |

## Organigramma societario
Area tecnica
- Allenatore: Hanspeter Latour
- Allenatore in seconda:
- Preparatore dei portieri:
- Preparatori atletici:

## Calciomercato

### Sessione estiva
| Acquisti | Acquisti                  | Acquisti     | Acquisti |
| R.       | Nome                      | da           | Modalità |
| -------- | ------------------------- | ------------ | -------- |
| C        | Michel Renggli            | Wil          |          |
| A        | Israel Rodríguez          | Sp. Luqueño  |          |
| C        | Antônio Carlos dos Santos | Sciaffusa    |          |
| P        | Fabio Coltorti            | Sciaffusa    |          |
| C        | Andres Gerber             | Grasshoppers |          |
| C        | Baykal Kulaksızoğlu       | Grasshoppers |          |
| D        | Ljubo Miličević           | Basilea      |          |
| C        | Mario Raimondi            | Zurigo       |          |
| D        | Reto Zanni                | Grasshoppers |          |

| Cessioni | Cessioni          | Cessioni   | Cessioni |
| R.       | Nome              | a          | Modalità |
| -------- | ----------------- | ---------- | -------- |
| C        | Yao Aziawonou     | Servette   |          |
| D        | Stephan Balmer    | Wil        |          |
| C        | Christoph Baumann | Bienne     |          |
| C        | Andreas Heiniger  | Bienne     |          |
| D        | Marco Parnela     | PEC Zwolle |          |
| D        | Lukas Schenkel    | Münsingen  |          |
| D        | Daniel Stettler   | Delémont   |          |
| A        | Marco Streller    | Basilea    |          |
| P        | Marco Wölfli      | Young Boys |          |
| A        | Serge Yoffou      | Chênois    |          |

### Sessione invernale
| Acquisti | Acquisti          | Acquisti | Acquisti |
| R.       | Nome              | da       | Modalità |
| -------- | ----------------- | -------- | -------- |
| A        | Mauro Lustrinelli | Wil      |          |

| Cessioni | Cessioni       | Cessioni   | Cessioni |
| R.       | Nome           | a          | Modalità |
| -------- | -------------- | ---------- | -------- |
| A        | Pascal Renfer  | Winterthur |          |
| D        | Marc Schneider | Zurigo     |          |

## Risultati

### Super League

#### Prima fase, girone di andata
| Arbitro: | Busacca |

|                  |           |            |
| Walker 5’ (aut.) | Marcatori | 41’ Walker |

| Arbitro: | Laperrière |

|                 |           |               |
| Lustrinelli 20’ | Marcatori | 32’ Miličević |

| Arbitro: | Leuba |

|                                                                |           |               |
| Bratic 28’ Aziawonou 48’ Kader 57’ Comisetti 70’ Zambrella 73’ | Marcatori | 75’ Miličević |

| Arbitro: | Etter |

|                                    |           |                       |
| Renfer 15’ Santos 39’ Raimondi 48’ | Marcatori | 36’ Núñez 56’ Chatruc |

| Arbitro: | Nobs |

|                   |           |          |
| Tachie-Mensah 50’ | Marcatori | 33’ Rama |

| Arbitro: | Meier |

|  |           |                                    |
|  | Marcatori | 13’, 25’, 84’ Giménez 63’ Streller |

| Arbitro: | Beck |

|                         |           |              |
| Magnin 28’ Sermeter 72’ | Marcatori | 42’ Raimondi |

| Thun 31 agosto 2003, ore 16:15 CEST 8ª giornata | Thun    | 0 – 0 referto | Neuchâtel Xamax | Stadion Lachen (3 000 spett.)\| Arbitro: \| Rogalla \| |
| Arbitro:                                        | Rogalla |               |                 |                                                        |

| Arbitro: | Rutz |

|                                                |           |  |
| Petrosyan 6’ Chihab 46’ Bastida 72’ Keller 85’ | Marcatori |  |

#### Prima fase, girone di ritorno
| Arbitro: | Hofmann |

|               |           |                        |
| de Napoli 46’ | Marcatori | 11’ Schneider 60’ Rama |

| Arbitro: | Salm |

|                                     |           |                                |
| Aegerter 30’ Schneider 33’ Rama 36’ | Marcatori | 40’ Renggli 69’ (rig.) Fabinho |

| Arbitro: | Busacca |

|          |           |               |
| Rama 62’ | Marcatori | 55’ Aziawonou |

| Arbitro: | Bertolini |

|                      |           |            |
| Eduardo 3’ Núñez 79’ | Marcatori | 75’ Hodžić |

| Arbitro: | Petignat |

|            |           |          |
| Gerber 60’ | Marcatori | 90’ Wolf |

| Arbitro: | Rutz |

|                     |           |  |
| Degen 38’ Yakın 61’ | Marcatori |  |

| Arbitro: | Nobs |

|          |           |                                        |
| Rama 27’ | Marcatori | 22’ Häberli 31’ Chapuisat 77’ Sermeter |

| Arbitro: | Wildhaber |

|  |           |          |
|  | Marcatori | 90’ Rama |

| Arbitro: | Petignat |

|                      |           |  |
| Zanni 71’ Santos 88’ | Marcatori |  |

#### Seconda fase, girone di andata
| Arbitro: | Laperrière |

|  |           |                              |
|  | Marcatori | 38’ Aegerter 60’ Lustrinelli |

| Arbitro: | Rogalla |

|                                                           |           |                            |
| Rama 2’ Hodžić 15’ Zanni 21’ Raimondi 40’ Gerber 56’, 75’ | Marcatori | 17’, 50’, 76’ Kavelashvili |

| Arbitro: | Drabek |

|                                       |           |                 |
| Thurre 34’ Obradović 83’ Lombardo 89’ | Marcatori | 45’ Lustrinelli |

| Arbitro: | Leuba |

|            |           |                        |
| Hodžić 75’ | Marcatori | 17’ Cabanas 67’ Petrić |

| Arbitro: | Bertolini |

|             |           |                |
| Giménez 32’ | Marcatori | 2’ Lustrinelli |

| Arbitro: | Kever |

|                            |           |                                     |
| Lustrinelli 36’ Sinani 60’ | Marcatori | 16’, 74’ Barnetta 68’ Tachie-Mensah |

| Arbitro: | Nobs |

|            |           |              |
| M'Futi 37’ | Marcatori | 51’ Raimondi |

| Berna 28 marzo 2004, ore 16:15 CET 26ª giornata | Young Boys | 0 – 0 referto | Thun | Stadio Wankdorf (8 500 spett.)\| Arbitro: \| Busacca \| |
| Arbitro:                                        | Busacca    |               |      |                                                         |

| Arbitro: | Circhetta |

|                       |           |                      |
| Hodžić 28’ Santos 76’ | Marcatori | 82’ (rig.) Petrosyan |

#### Seconda fase, girone di ritorno
| Zurigo 8 aprile 2004, ore 19:30 CEST 28ª giornata | Zurigo | 0 – 0 referto | Thun | Stadio Letzigrund (5 400 spett.)\| Arbitro: \| Salm \| |
| Arbitro:                                          | Salm   |               |      |                                                        |

| Arbitro: | Busacca |

|                                               |           |  |
| Lustrinelli 26’ Zanni 75’ (rig.) Raimondi 90’ | Marcatori |  |

| Arbitro: | Wildhaber |

|                            |           |                                        |
| Zanni 68’ (rig.) Moser 86’ | Marcatori | 37’ M'Futi 40’ Rey 90’ (aut.) Aegerter |

| Arbitro: | Salm |

|                       |           |            |
| Imhof 64’ Merenda 74’ | Marcatori | 18’ Hodžić |

| Arbitro: | Rutz |

|  |           |                            |
|  | Marcatori | 10’ Chipperfield 23’ Degen |

| Arbitro: | Petignat |

|                               |           |                               |
| Lichtsteiner 34’ Mitreski 67’ | Marcatori | 27’ Lustrinelli 32’, 39’ Rama |

| Arbitro: | Etter |

|                                     |           |           |
| Raimondi 1’ Kulaksızoğlu 49’ (rig.) | Marcatori | 62’ Kader |

| Arbitro: | Circhetta |

|                  |           |                            |
| Citko 42’ (rig.) | Marcatori | 28’ Raimondi 85’ Rodríguez |

| Arbitro: | Bertolini |

|                       |           |  |
| Rama 31’ Raimondi 53’ | Marcatori |  |

### Coppa Intertoto
| Arbitro: | Kostadinov |

|                       |           |                                 |
| Aegerter 42’ Rama 75’ | Marcatori | 10’ Živný 76’ Zúbek 83’ Pacanda |

| Arbitro: | Lajuks |

|            |           |              |
| Kroupa 11’ | Marcatori | 63’ Raimondi |

## Statistiche

### Statistiche di squadra
| Competizione    | Punti | In casa | In casa | In casa | In casa | In casa | In casa | In trasferta | In trasferta | In trasferta | In trasferta | In trasferta | In trasferta | Totale | Totale | Totale | Totale | Totale | Totale | DR |
| Competizione    | Punti | G       | V       | N       | P       | Gf      | Gs      | G            | V            | N            | P            | Gf           | Gs           | G      | V      | N      | P      | Gf     | Gs     | DR |
| --------------- | ----- | ------- | ------- | ------- | ------- | ------- | ------- | ------------ | ------------ | ------------ | ------------ | ------------ | ------------ | ------ | ------ | ------ | ------ | ------ | ------ | -- |
| Super League    | 49    | 18      | 8       | 4       | 6       | 32      | 29      | 18           | 5            | 6            | 7            | 19           | 28           | 36     | 13     | 10     | 13     | 51     | 57     | -6 |
| Coppa Intertoto | -     | 1       | 0       | 0       | 1       | 2       | 3       | 1            | 0            | 1            | 0            | 1            | 1            | 2      | 0      | 1      | 1      | 3      | 4      | -1 |
| Coppa Intertoto | -     | 3       | 2       | 1       | 0       | 8       | 3       | 3            | 1            | 1            | 1            | 4            | 5            | 6      | 3      | 2      | 1      | 12     | 8      | +4 |
| Totale          | 49    | 22      | 10      | 5       | 7       | 42      | 35      | 22           | 6            | 8            | 8            | 24           | 34           | 44     | 16     | 13     | 15     | 66     | 69     | -3 |

### Andamento in campionato
| Giornata  | 1 | 2 | 3 | 4 | 5 | 6 | 7 | 8 | 9 | 10 | 11 | 12 | 13 | 14 | 15 | 16 | 17 | 18 | 19 | 20 | 21 | 22 | 23 | 24 | 25 | 26 | 27 | 28 | 29 | 30 | 31 | 32 | 33 | 34 | 35 | 36 |
| --------- | - | - | - | - | - | - | - | - | - | -- | -- | -- | -- | -- | -- | -- | -- | -- | -- | -- | -- | -- | -- | -- | -- | -- | -- | -- | -- | -- | -- | -- | -- | -- | -- | -- |
| Luogo     | C | T | T | C | T | C | T | C | T | T  | C  | C  | T  | C  | T  | C  | T  | C  | T  | C  | T  | C  | T  | C  | T  | T  | C  | T  | C  | C  | T  | C  | T  | C  | T  | C  |
| Risultato | N | N | P | V | N | P | P | N | P | V  | V  | N  | P  | N  | P  | P  | V  | V  | V  | V  | P  | P  | N  | P  | N  | N  | V  | N  | V  | P  | P  | P  | V  | V  | V  | V  |
| Posizione | 5 | 6 | 7 | 6 | 6 | 8 | 8 | 8 | 9 | 8  | 7  | 6  | 7  | 6  | 8  | 8  | 7  | 5  | 4  | 4  | 5  | 5  | 5  | 6  | 6  | 6  | 6  | 6  | 5  | 6  | 7  | 7  | 7  | 6  | 6  | 6  |

Legenda:

Luogo: C = Casa; T = Trasferta. Risultato: V = Vittoria; N = Pareggio; P = Sconfitta.

### Statistiche dei giocatori
| Giocatore       | Super League | Super League | Super League | Super League | Coppa Intertoto | Coppa Intertoto | Coppa Intertoto | Coppa Intertoto | Totale   | Totale | Totale      | Totale     |
| Giocatore       | Presenze     | Reti         | Ammonizioni  | Espulsioni   | Presenze        | Reti            | Ammonizioni     | Espulsioni      | Presenze | Reti   | Ammonizioni | Espulsioni |
| --------------- | ------------ | ------------ | ------------ | ------------ | --------------- | --------------- | --------------- | --------------- | -------- | ------ | ----------- | ---------- |
| S. Aegerter     | 34           | 2            | 7            | 1            | 2               | 1               | 1               | 0               | 36       | 3      | 8           | 1          |
| P. Baumann      | 21           | 0            | 4            | 0            | 2               | 0               | 0               | 0               | 23       | 0      | 4           | 0          |
| P. Cerrone      | 28           | 0            | 5            | 0            | 1               | 0               | 0               | 0               | 29       | 0      | 5           | 0          |
| F. Coltorti     | 25           | 0            | 2            | 0            | 2               | 0               | 0               | 0               | 27       | 0      | 2           | 0          |
| A. Deumi        | 14           | 0            | 1            | 1            | 1               | 0               | 0               | 0               | 15       | 0      | 1           | 1          |
| M. Fahrni       | 9            | 0            | 1            | 0            | 0               | 0               | 0               | 0               | 9        | 0      | 1           | 0          |
| N. Ferreira     | 15           | 0            | 1            | 1            | 2               | 0               | 0               | 0               | 17       | 0      | 1           | 1          |
| A. Gerber       | 29           | 3            | 5            | 0            | 2               | 0               | 0               | 0               | 31       | 3      | 5           | 0          |
| S. Hodžić       | 27           | 5            | 3            | 0            | 0               | 0               | 0               | 0               | 27       | 5      | 3           | 0          |
| P. Kobel        | 11           | 0            | 0            | 0            | 0               | 0               | 0               | 0               | 11       | 0      | 0           | 0          |
| B. Kulaksızoğlu | 30           | 1            | 6            | 0            | 0               | 0               | 0               | 0               | 30       | 1      | 6           | 0          |
| M. Lustrinelli  | 18           | 6            | 1            | 0            | 0               | 0               | 0               | 0               | 18       | 6      | 1           | 0          |
| L. Miličević    | 16           | 2            | 2            | 1            | 2               | 0               | 0               | 0               | 18       | 2      | 2           | 1          |
| A. Moser        | 12           | 1            | 1            | 0            | 2               | 0               | 0               | 0               | 14       | 1      | 1           | 0          |
| M. Raimondi     | 36           | 8            | 3            | 0            | 2               | 1               | 1               | 0               | 38       | 9      | 4           | 0          |
| M. Rama         | 34           | 10           | 3            | 0            | 2               | 1               | 0               | 0               | 36       | 11     | 3           | 0          |
| M. Ramseyer     | 0            | 0            | 0            | 0            | 0               | 0               | 0               | 0               | 0        | 0      | 0           | 0          |
| P. Renfer       | 12           | 1            | 0            | 0            | 2               | 0               | 0               | 0               | 14       | 1      | 0           | 0          |
| I. Rodríguez    | 13           | 1            | 0            | 0            | 0               | 0               | 0               | 0               | 13       | 1      | 0           | 0          |
| A. Santos       | 30           | 3            | 2            | 0            | 2               | 0               | 0               | 0               | 32       | 3      | 2           | 0          |
| M. Schneider    | 18           | 2            | 1            | 0            | 2               | 0               | 0               | 0               | 20       | 2      | 1           | 0          |
| S. Sinani       | 14           | 1            | 2            | 0            | 0               | 0               | 0               | 0               | 14       | 1      | 2           | 0          |
| R. Zanni        | 30           | 4            | 4            | 1            | 1               | 0               | 0               | 0               | 31       | 4      | 4           | 1          |